# Cynthia minor
Cynthia minor är en fjärilsart som beskrevs av Cannaviello 1900. Cynthia minor ingår i släktet Cynthia och familjen praktfjärilar. Inga underarter finns listade i Catalogue of Life.